# Boulder (ort i Australien)
Boulder är en ort i Australien. Den ligger i kommunen Kalgoorlie/Boulder och delstaten Western Australia, omkring 550 kilometer öster om delstatshuvudstaden Perth. Antalet invånare är 5 178.
Närmaste större samhälle är Kalgoorlie-Boulder, nära Boulder. 
Omgivningarna runt Boulder är i huvudsak ett öppet busklandskap. Trakten runt Boulder är nära nog obefolkad, med mindre än två invånare per kvadratkilometer. Genomsnittlig årsnederbörd är 389 millimeter. Den regnigaste månaden är januari, med i genomsnitt 83 mm nederbörd, och den torraste är juni, med 6 mm nederbörd.